# Klaus Klingner

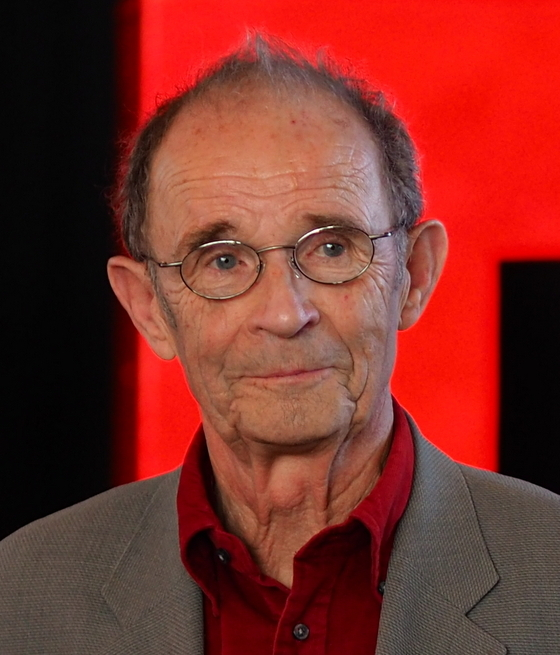
Klaus Klingner, 2017

Klaus Klingner (* 14. Dezember 1935 in Potsdam; † 19. Januar 2024 in Bad Oldesloe) war ein deutscher Politiker (SPD). Er war von 1988 bis 1996 Justizminister des Landes Schleswig-Holstein.

## Leben
Nach dem Abitur 1956 in Hamburg absolvierte Klingner ein Studium der Rechtswissenschaft in Hamburg und Kiel, welches er 1960 mit dem ersten und 1964 mit dem zweiten juristischen Staatsexamen beendete. Während seines Studiums in Kiel wurde er in der schlagenden Verbindung Landsmannschaft Troglodytia Kiel im CC aktiv und schlug mehrere Partien. 1964 erfolgte auch seine Promotion zum Dr. jur. an der Christian-Albrechts-Universität zu Kiel. Seitdem war er als Richter tätig.

## Privates
Klaus Klingner war verheiratet und hatte zwei Kinder. Er lebte in Bad Oldesloe. Im Januar 2024 verstarb Klaus Klingner im Alter von 88 Jahren in Bad Oldesloe.

## Politik
Seit 1966 war er Mitglied der SPD. 1990 war Klingner in Mecklenburg-Vorpommern Spitzenkandidat der SPD bei der ersten Landtagswahl nach der Wende, konnte sich jedoch gegen den CDU-Kandidaten Alfred Gomolka nicht durchsetzen. Von 1970 bis 1971 gehörte Klingner dem Kreistag des Kreises Stormarn an.
Anschließend war Klingner von 1971 bis 1996 Mitglied des Landtages von Schleswig-Holstein. Hier war er von 1975 bis 1979 und von 1983 bis 1988 Stellvertretender Vorsitzender der SPD-Fraktion. Von 1979 bis 1983 war er Vorsitzender des Innenausschusses und 1987/88 Vorsitzender des Untersuchungsausschusses zur Barschel/Pfeiffer-Affäre.
Klingner war 1988 und 1992 als direkt gewählter Abgeordneter des Wahlkreises Stormarn und sonst stets über die Landesliste in den Landtag eingezogen.

## Öffentliche Ämter
Am 31. Mai 1988 wurde er als Justizminister in die von Ministerpräsident Björn Engholm geführte Landesregierung von Schleswig-Holstein berufen. Dieses Amt behielt er auch unter dessen Amtsnachfolgerin Heide Simonis. Nach der Landtagswahl 1996 schied er am 22. Mai 1996 aus der Regierung aus.

## Schriften (Auswahl)
- Rechtsfähigkeit und allgemeines Persönlichkeitsrecht. (= Dissertation Universität Kiel.) Kiel 1964, OCLC 19434911.
- Vorwort. In: Gesetz über den Vollzug der Freiheitsstrafe und der freiheitsentziehenden Massregeln der Besserung und Sicherung. Briese, Lübeck 1976, OCLC 257162602.
- 100 Jahre Sozialdemokratische Volksvertreter für Altona – Stormarn – Wandsbek 1884–1984. SPD-Fraktion im Schleswig-Holstein. Landtag, Kiel 1984, OCLC 75046996
- Klingner, K.;  Maelicke, B. (1993): Umbau statt Ausbau, Die Reform des Jugend- und Erwachsenenstrafvollzuges in Schleswig-Holstein, ZfStrVollz 1993, S. 134 ff.

## Auszeichnungen
- 2004: Bundesverdienstkreuz (1. Klasse)[8]
- 2014: Goldene Promotion der Christian-Albrechts-Universität zu Kiel[9]